# Johnson Outdoors
Johnson Outdoors ist ein amerikanischer Hersteller von Outdoorausrüstung. Das börsennotierte Unternehmen wurde 1970 gegründet. 2014 hat Johnson Outdoors 250 Mio. $ Umsatz mit Angelausrüstung, 80 Mio. $ mit Tauchausrüstung sowie knapp 100 Mio. $ mit Zelten und Booten gemacht. Über 30 % der Anteile werden von Johnson Family Enterprises, einer Holding der Gründerfamilie gehalten.

## Marken
Angeln
- Humminbird (Fischfinder, Navigationssysteme)
- Minn Kota (Elektro-Außenborder, Flachwasseranker)
- Cannon (Downrigger)

Tauchen
- Scubapro
- SubGear, bis 2010 Seemann Sub

Zelten
- Eureka! (Familienzelte)
- Jetboil (Kocher)
- Silva (Kompasse)

Wassersport
- Old Town (Kanus)
- Ocean Kayak (Kajaks)
- Necky (Kajaks)
- Carlisle (Paddel)